# 布兰登·赖特
布兰登·基思·赖特（英語：Brandan Keith Wright，1987年10月5日—），出生于田纳西州的纳什维尔，美国职业篮球运动员，2006-07赛季效力于北卡大学篮球队，身高、体重，司职大前锋，他以7'5.75"的臂长而著名。在2007年NBA选秀中首轮第8顺位被夏洛特山猫摘得，随后交易去了金州勇士。

## 大学时期
在他第一个也是唯一一个北卡罗莱纳大学的赛季中，取得了场均14.7分、6.2个篮板、1.0次抢断以及全队最高的1.8个盖帽。赖特在大学新秀赛季的前18场比赛中都取得了上双的成绩，这一纪录在过去20年只有一位球员达到过这一高度，2002-03赛季的拉沙德·麦克坎斯在首20场比赛中上过双，
在2007年3月6日，布兰登·赖特被以总共99票中赢得49票的成绩当选为2007年大西洋海岸联盟的最佳新秀，赖特的当选也使得北卡大学成为连续第三年夺得这一奖项的学院。他也好无争议的选入了大西洋海岸联盟最佳新秀阵容以及最有价值球员。

## NBA生涯
布兰登·赖特在2007年4月23日宣布他将参加2007年NBA选秀，并且放弃了之后三年留在大学参加NCAA的机会。赖特最终在第一轮第8顺位被夏洛特山猫选中，随即和金州勇士的贾森·理查德森和杰梅罗·戴维森进行了交换。